# العقاب الإمبراطوري
Reichsadler ("العقاب الإمبراطوري ") هو العقاب الشائع، والمستمد من معيار العقاب الروماني، الذي استخدمه الأباطرة الرومان المقدسون ومعاطف الأسلحة الحديثة في ألمانيا، بما في ذلك تلك الموجودة في الإمبراطورية الألمانية الثانية (1871-1918) ، جمهورية فايمار ( 1919-1933) والرايخ الثالث (ألمانيا النازية، 1933-1945).
ظل التصميم نفسه قيد الاستخدام من قبل جمهورية ألمانيا الاتحادية منذ عام 1945 ، وإن كان تحت اسم Bundesadler ("العقاب الفيدرالي").

## التاريخ

### الاستخدام الحديث
في عام 1804، أسس الإمبراطور الروماني المقدس فرانسيس الثاني الإمبراطورية النمساوية من أراضي مملكة هابسبورغ، واعتمد العقاب ذي الرأسين، الذي وضعه شعار غير رسمي لبيت هابسبورج-لورين ورتبة الصوف الذهبي، شعاره؛ الامبراطورية الرومانية المقدسة حلت في وقت لاحق في عام 1806. منذ عام 1919، كان شعار النبالة في النمسا يصور عقابا أحادي الرأس. وإن لم يكن رمزا وطنيا بالمعنى الحديث، وReichsadler أثار مشاعر الولاء للإمبراطورية. 
خلال الحكم النازي، بأمر من أدولف هتلر أستخدم العقاب صليب معقوف سنة 1935. على الرغم من أصلها في العصور الوسطى، فإن مصطلح " Reichsadler "في الفهم الإنجليزي الشائع يرتبط في الغالب بهذه النسخة المحددة من عصر النازية. استخدم الحزب النازي رمزًا مشابهًا جدًا، يسمى Parteiadler ("عقاب الحزب"). يمكن تمييز هذين العقابين: Reichsadler ينظر إلى كتفه الأيمن بينما Parteiadler ينظر إلى كتفه الأيسر.
بعد الحرب العالمية الثانية، أعادت جمهورية ألمانيا الاتحادية العقاب الذي استخدمته جمهورية فايمار على يد الرئيس ثيودور هيوس في عام 1950.

## معرض الصور

### الإمبراطورية الرومانية المقدسة

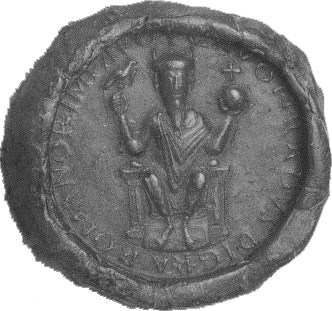
خاتم كونراد الثاني (1029) ، مع تصوير صولجان العقاب.
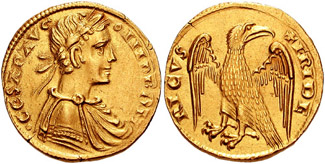
العقاب الإمبراطوري على العملة من فريدريك الثاني (ص 1197 – 1250)
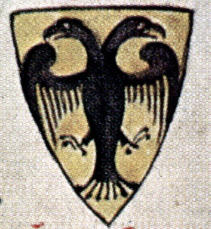
أذرع أوتو الرابع كما هو موضح في Chronica Maiora (حوالي 1250) ، وهي تصور مبكر Reichsadler ذي الرأسين
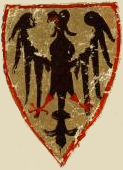
معطف الامبراطوري الأسلحة يعزى إلى هنري السادس (ص 1191 – 1197) من الدستور Manesse (ج 1304).
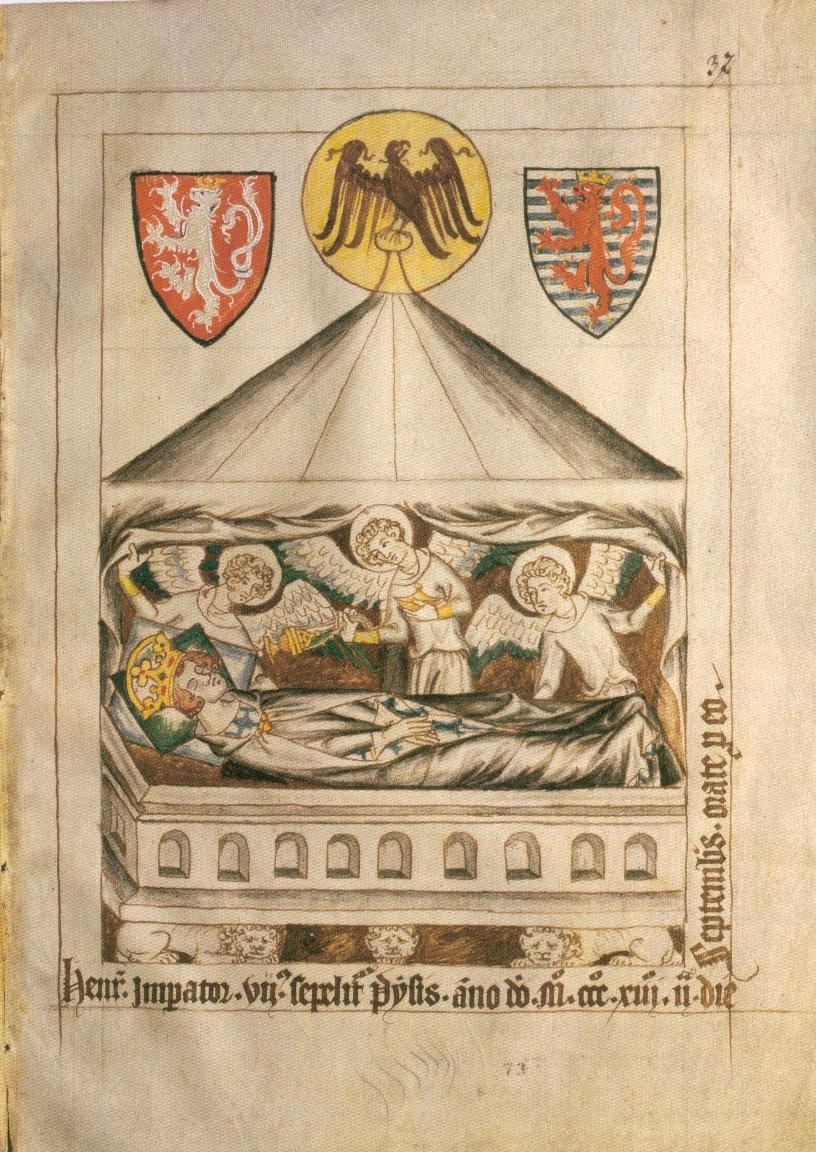
قبر هنري السابع ( توفي عام 1313) ، مع معاطف الإمبراطور للأسلحة والعقاب الإمبراطوري ( Codex Balduini Trevirorum ، ج 1340).
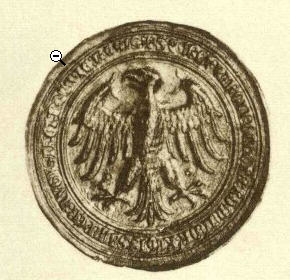
العقاب الإمبراطوري في ختم يستخدمه تشارلز الرابع في عام 1349.
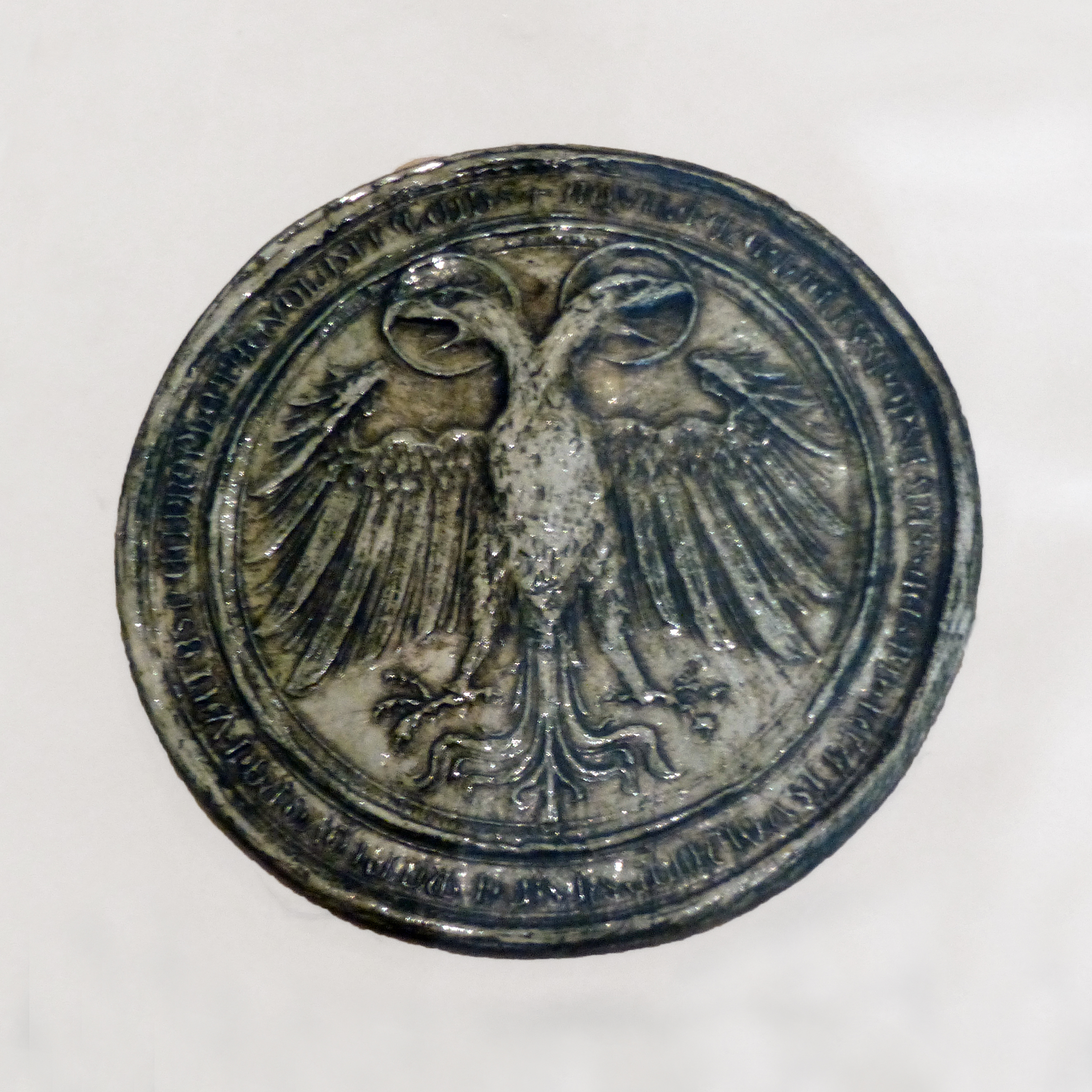
عقاب إمبراطوري برأسين في الختم الذي استخدمه سيغيسموند من لوكسمبورغ في عام 1433
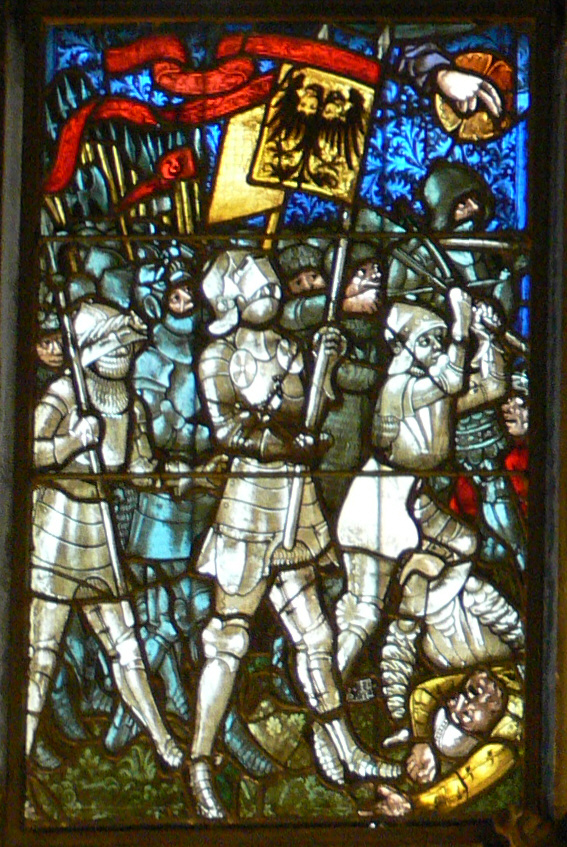
Reichssturmfahne في نافذة من الزجاج الملون في بيرن مينستر  [لغات أخرى]‏ ، كاليفورنيا. 1450.
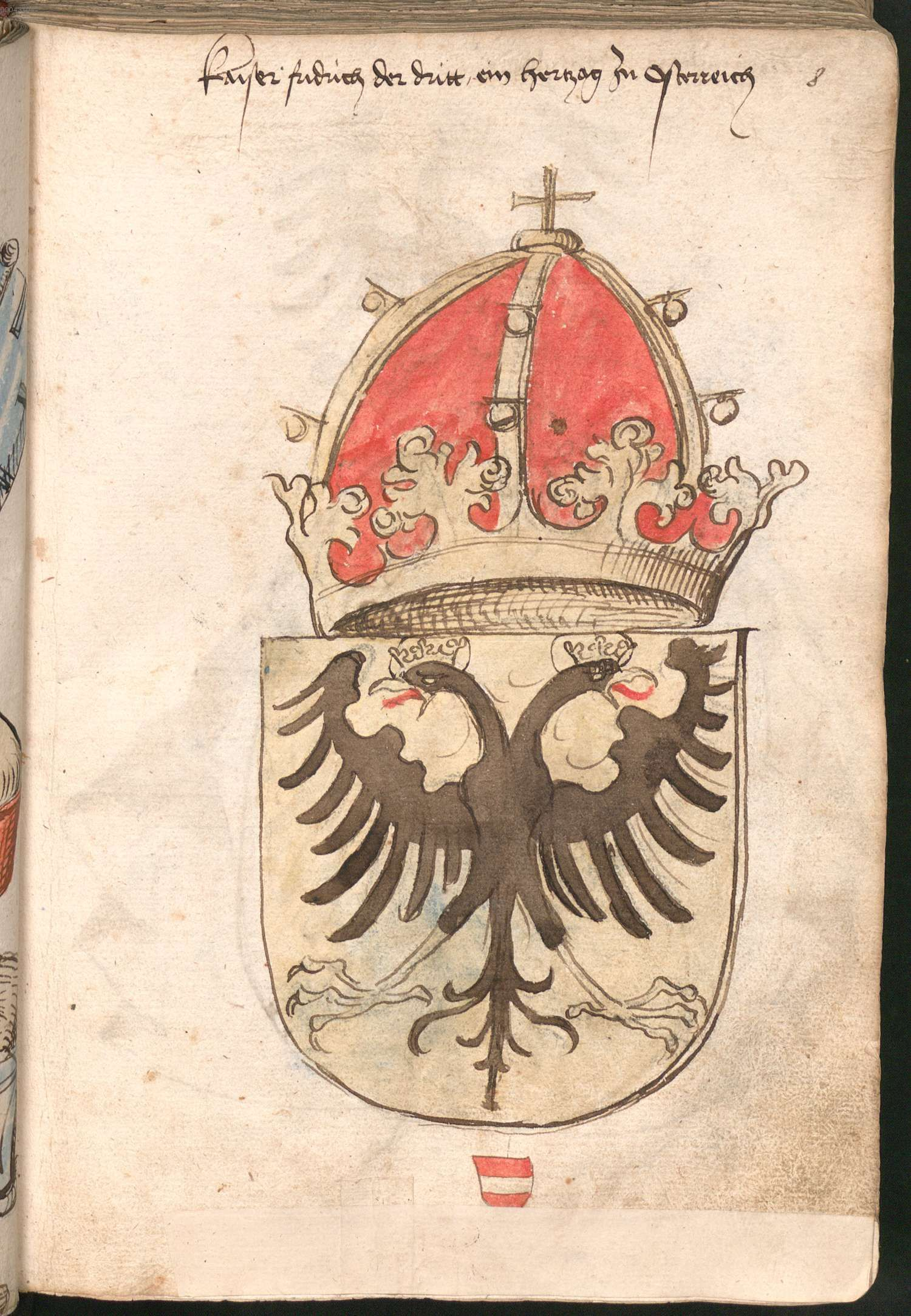
المعطف الإمبراطوري لأذرع فريدريك الثالث (حكم في الفترة من 1452 إلى 1493) في مستودع الأسلحة في فيرنيجرود (حوالي 1490)
رباع العقاب  [لغات أخرى]‏ ج. 1510 ، العقاب يعرض رباعيات الإمبراطورية على بقاياها .
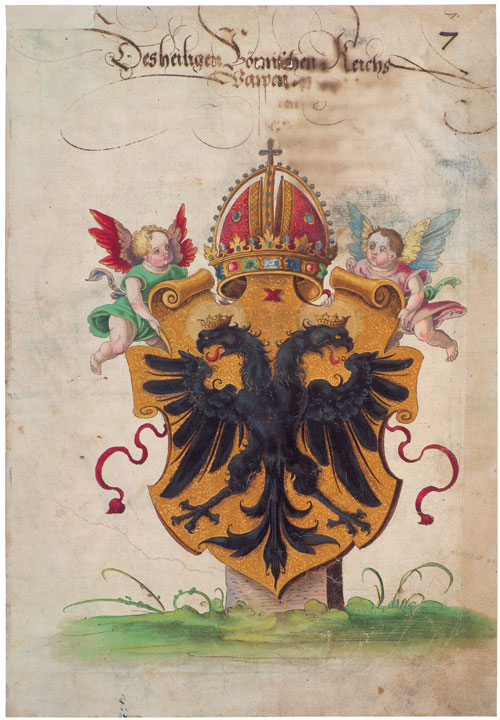
الأسلحة الإمبراطورية لفرجيل سوليس  [لغات أخرى]‏ (حوالي 1540)
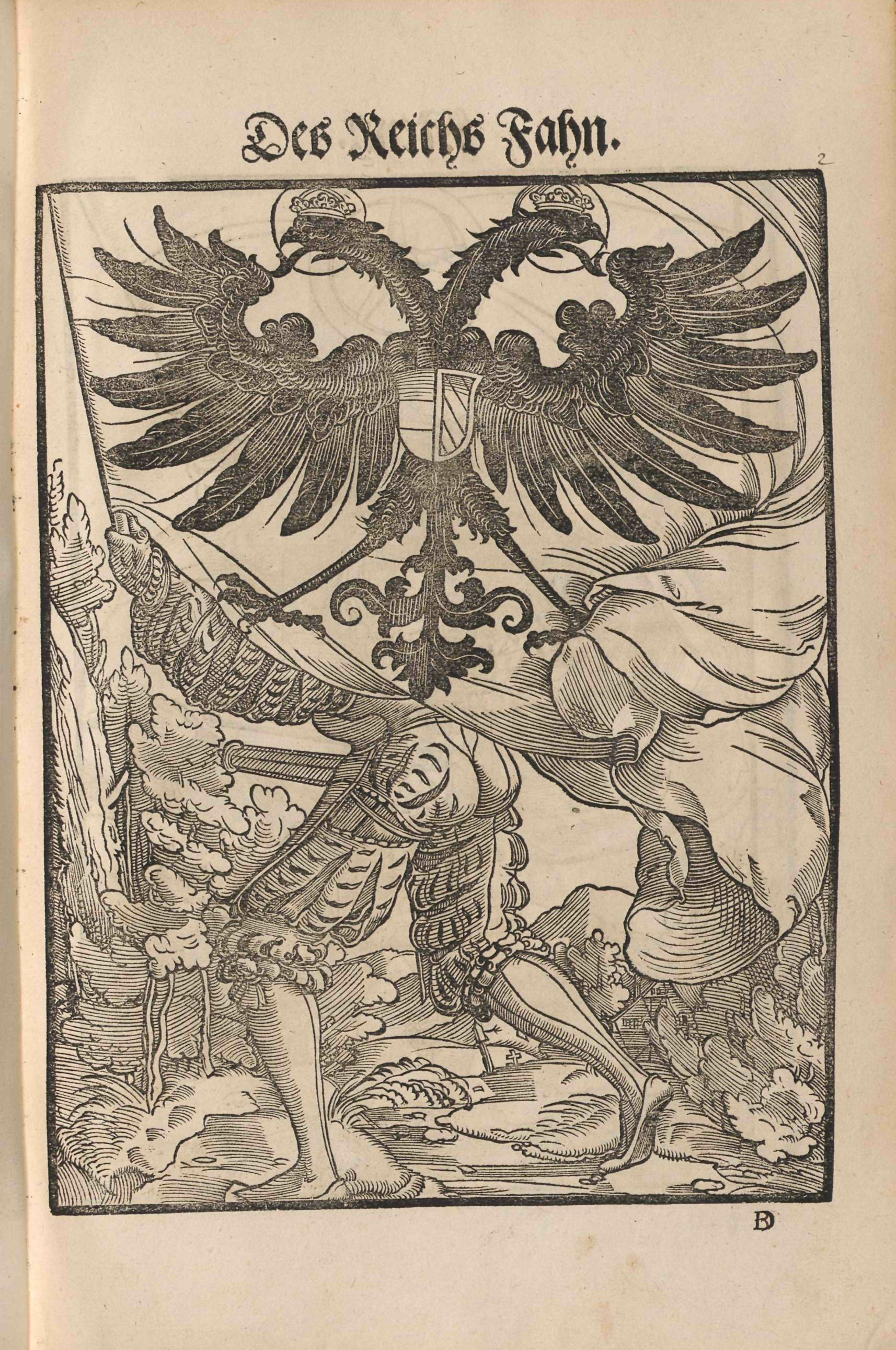
تصوير Reichssturmfahne في 1545 نقش خشبي
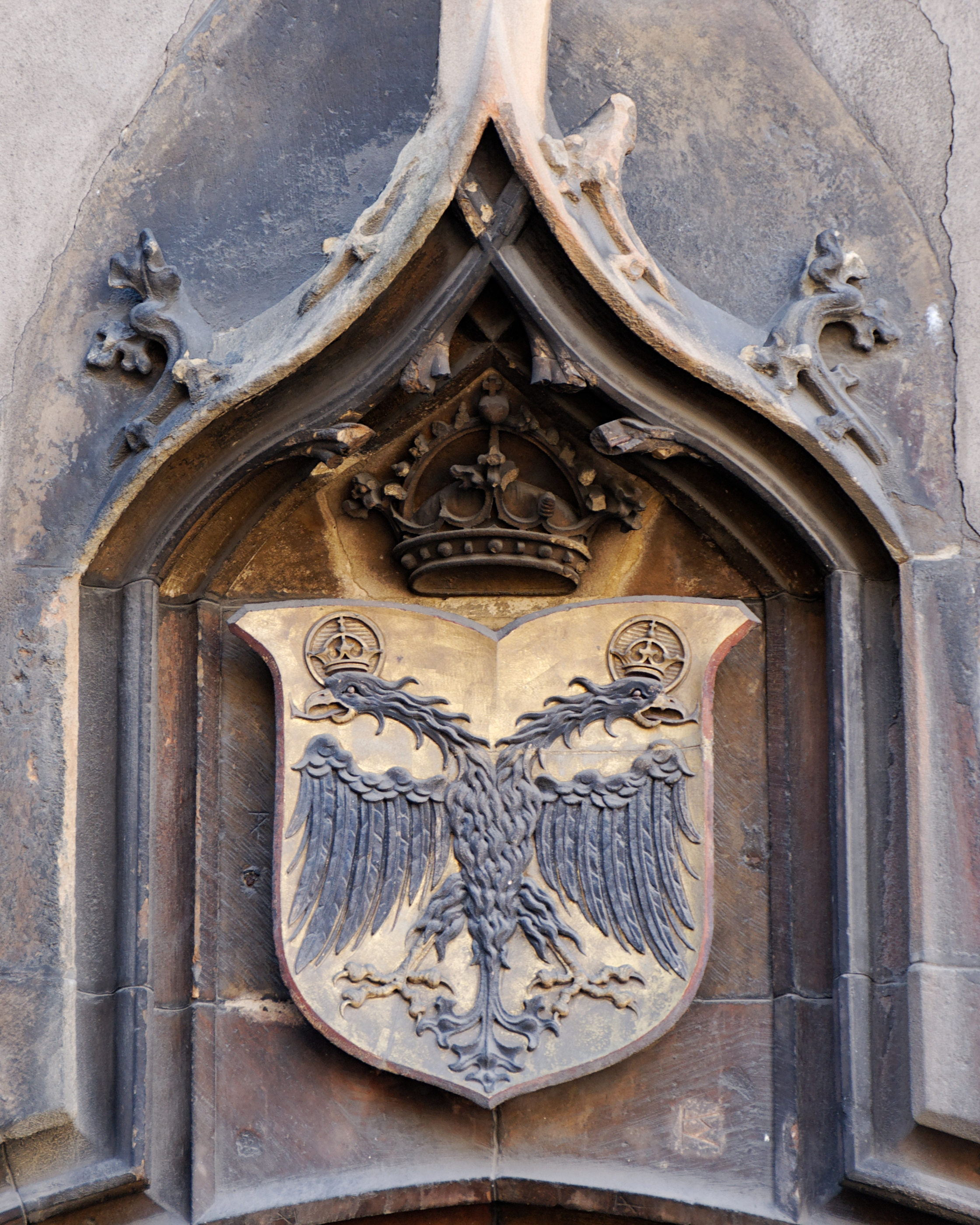
الأسلحة الإمبراطورية في Ko atfhus في كولمار (القرن السادس عشر)
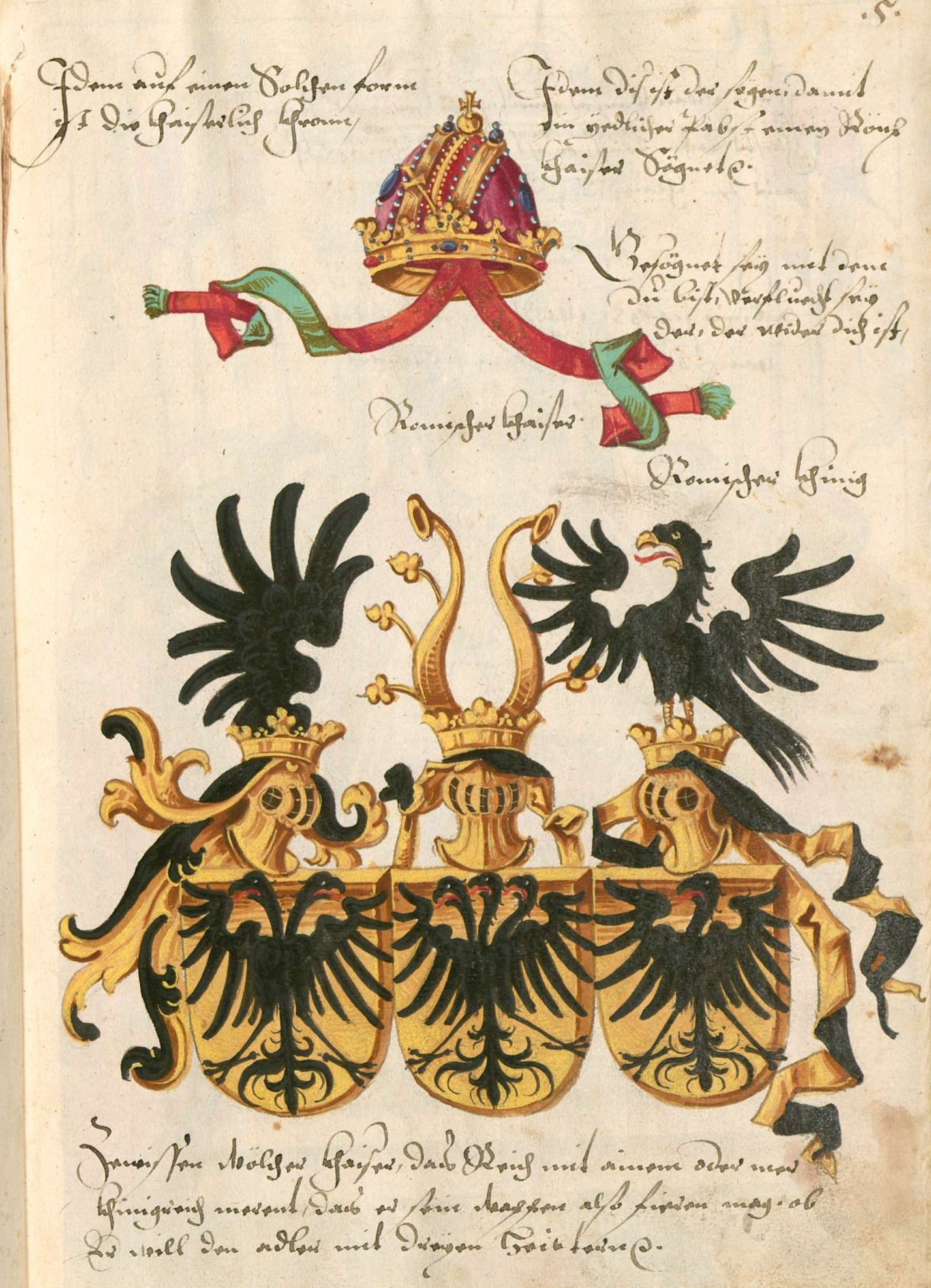
العقاب الإمبراطوري يصور برأس واحد واثنين وثلاثة رؤوس  [لغات أخرى]‏ (بعد كونراد غروننبرغ 1483 ، نسخة من 1602/4)
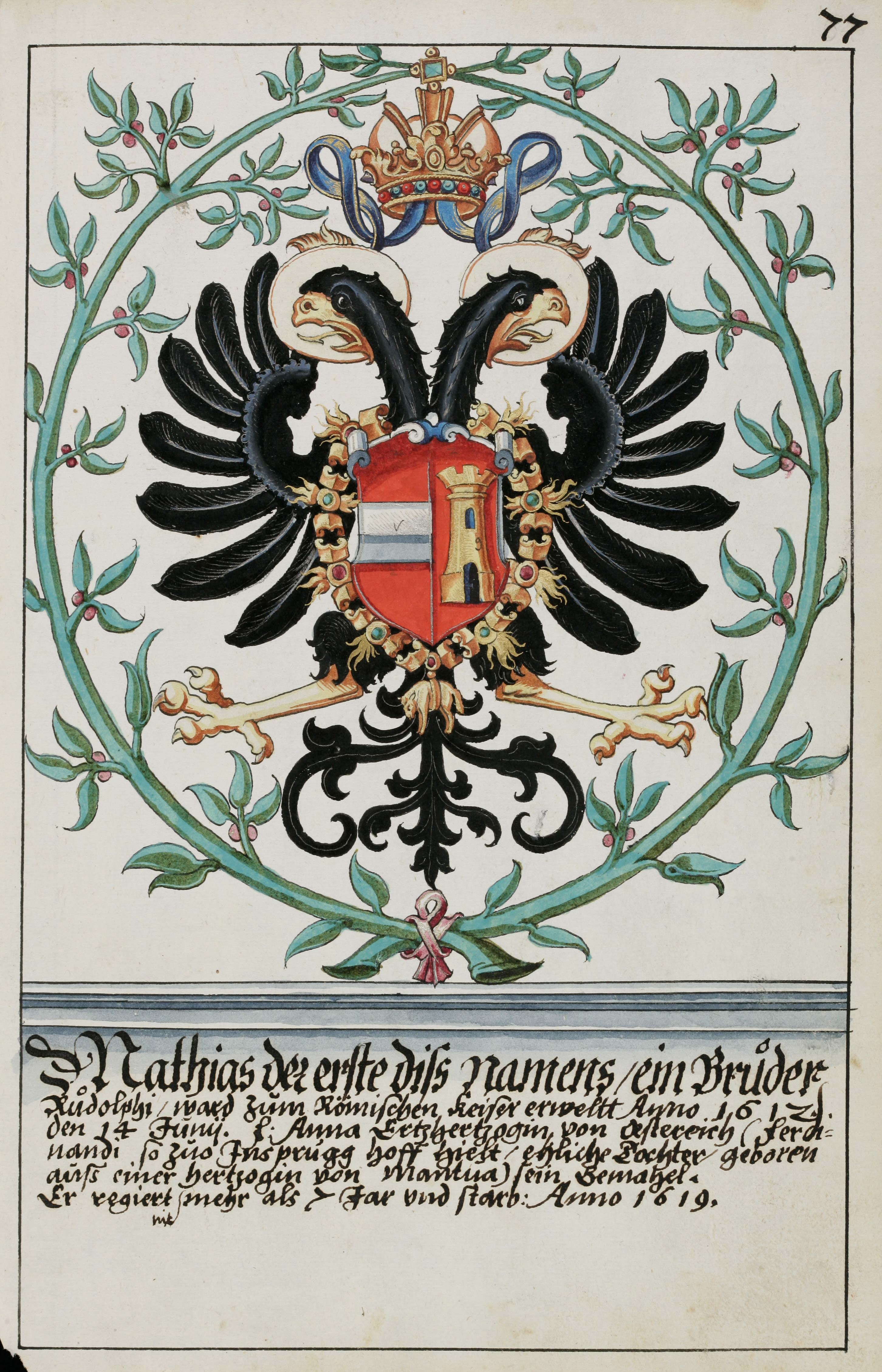
أحضان ماثياس الإمبراطورية (1616-1619) لهانز أولريش فيش (1627)

### التاريخ الحديث

شعار النبالة للإمبراطورية الألمانية قصيرة الأجل استخدم الاتحاد الألماني عقابا مشابهًا.
شعار النبالة للإمبراطورية النمساوية (1804-1867) ؛ يستخدم أيضًا كأذرع أقل للنمسا-المجر (1867-1915).
Reichsadler
Reichsadler
Reichsadler
Parteiadler
Parteiadler
Reichsadler
معطف النمساوي الأسلحة المستخدمة خلال الفاشية النمساوية الدولة الشركات 1934- عام 1938
Bundesadler
" Bundesadler